# Carrozze unificate III
Le carrozze unificate III (CU III; in tedesco Einheitswagen III – EW III; in francese voitures unifiées III – VU III) sono una serie di carrozze passeggeri delle Ferrovie Federali Svizzere.

## Storia
Nel 1968 le FFS, visto il successo ottenuto dalle sue carrozze unificate CU I e CU II, decisero di studiare un nuovo tipo di carrozza per treni Intercity: l'anno successivo furono ordinati quattro prototipi, a cui seguì nel 1973 l'ordinazione di 68 unità di serie.
Furono costruite dal 1972 al 1975 e poste in composizione a partire dal 1º giugno 1975 sui treni rapidi Swiss Express sul percorso Ginevra-Losanna-Berna-Zurigo-San Gallo (o Rorschach). Caratteristica la loro livrea (arancione-argento). Dall'ottobre 1986 furono utilizzate tra Lucerna e Zurigo Aeroporto, e dal cambio d'orario 1987 anche tra Lucerna, Berna e Ginevra.

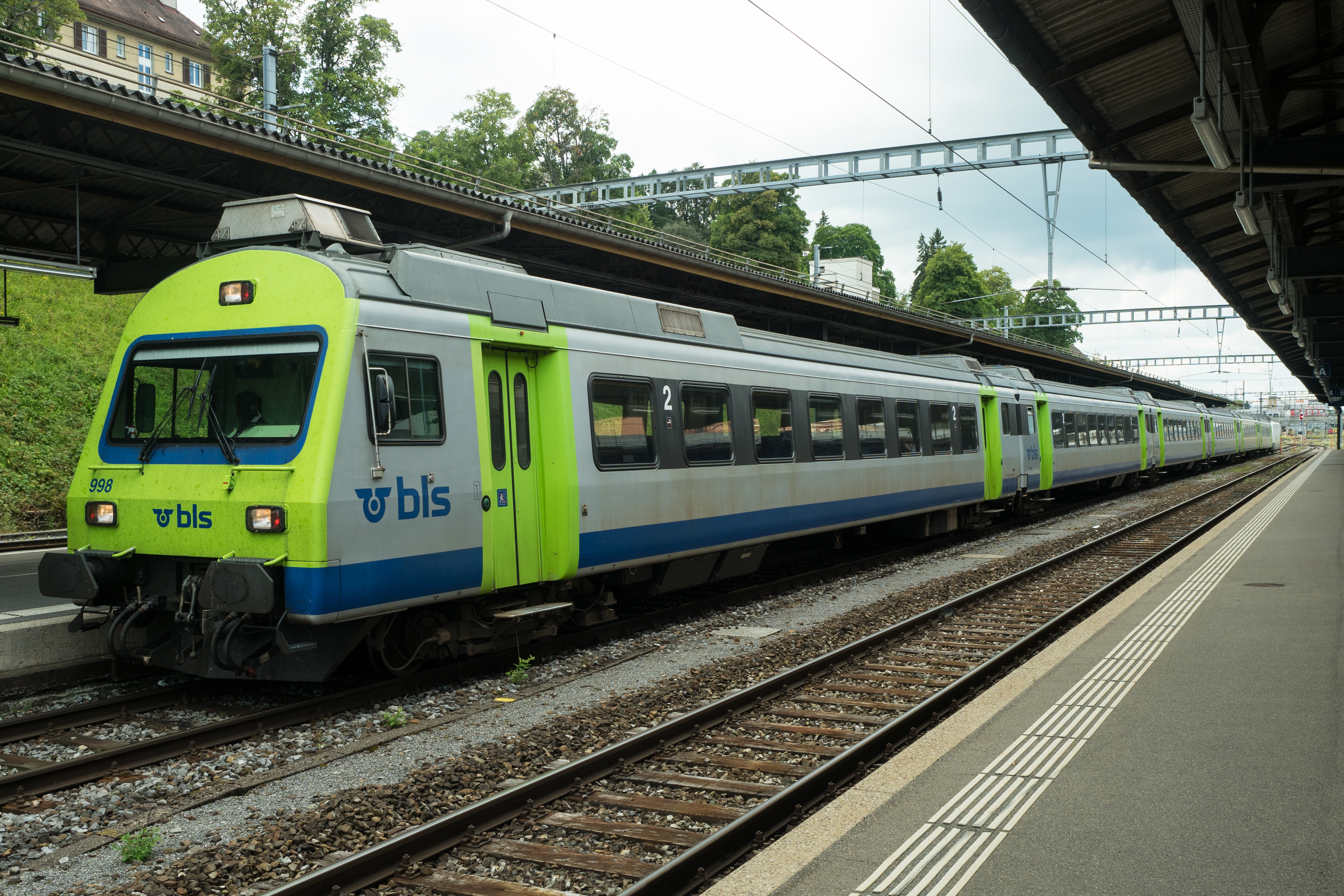
Le CU III in servizio sulla BLS

Nel 2004 vennero vendute alla BLS in cambio delle sue carrozze unificate IV; la nuova proprietà ha provveduto ad ammodernare i convogli (trasformando alcune carrozze in semipilota) e riverniciando le carrozze nei colori sociali BLS (argento, blu e verde). Rimasero in servizio fino al 2021 come Regioexpress sulle linee Berna-Neuchâtel-La Chaux-de-Fonds e Zweisimmen-Spiez-Interlaken e come regionali tra Spiez e Frutigen; sostituite dagli elettrotreni RABe 528 "Mika", una composizione è stata rilevata dalla fondazione per il patrimonio storico delle FFS.

## Caratteristiche
Le carrozze vennero costruite in quattro versioni:
- prima classe (A), con 46 posti a sedere, 25 unità (23 di serie e 2 prototipi consegnati nel 1972[3]);
- seconda classe (B), con 70 posti a sedere, 35 unità (34 di serie e 1 prototipo consegnato nel 1972[3]);
- ristorante (WR), con 40 posti a sedere, 6 unità (5 di serie e 1 prototipo consegnato nel 1973[4]);
- mista prima classe-bagagliaio (AD), con 29 posti a sedere ed un compartimento speciale per il trasporto di disabili, 6 unità.

Tutte le carrozze hanno una lunghezza di 24,6 metri; la massa varia dalle 29 tonnellate delle vetture di seconda classe alle 36 delle carrozze ristorante. La cassa, autoportante, è realizzata in profilati e lamiere di alluminio saldate.
Le carrozze sono dotate di un gancio automatico studiato dall'UIC, che permette l'accoppiamento senza aiuto manuale (tranne che per i collegamenti elettrici) di due carrozze e dei relativi intercomunicanti (a tenuta stagna), ma non consente l'accoppiamento con altre tipologie di carrozze (alcune carrozze sono dotate anche di un gancio tradizionale, in caso di emergenza). Per la trazione dei convogli di carrozze unificate III vennero modificate otto locomotive Re 4/4 II con il gancio automatico e una livrea intonata alle carrozze.
Le carrozze erano predisposte per ricevere un dispositivo di inclinazione della cassa al fine di permettere un incremento della velocità in curva: quattro di esse lo ricevettero dal 1975, effettuando delle prove sul percorso Berna-Bienne-Losanna-Berna.
A partire dal 1985 vennero trasformate sette carrozze in carrozze semipilota di seconda classe (Bt); le semipilota, insieme a sette carrozze miste prima classe-bagagliaio, vennero modificate sostituendo ad una estremità il gancio semiautomatico con uno tradizionale. Le carrozze ristorante ricevettero respingenti e ganci tradizionali, oltre ad intercomunicanti tubolari in gomma, per poter essere utilizzate insieme al materiale ordinario. La trasformazione si completò a fine 1986.